# ماتسودایرا نوبویوری
ماتسودایرا نوبویوری (به ژاپنی: 松平 信順 Matsudaira Nobuyori); ۱۴ ژوئیهٔ ۱۷۹۳ – ۱۹ آوریل ۱۸۴۴) سامورایی، کیوتو شوشیدای و روجو در دوره ادو اهل ژاپن بود.